# Этобико — Лейкшор
 Этобико — Лейкшор (англ. Etobicoke—Lakeshore, о правилах произношения см. статью Этобико) — федеральный избирательный округ в Онтарио (Канада).
Округ охватывает южную часть района Этобико города Торонто на берегу озера Онтарио.
В 2006—2011 годах округ в Палате Общин представлял лидер Либеральной партии и официальной оппозиции Майкл Грант Игнатьев. По итогам Федеральных выборов 2011 года Игнатьев проиграл кандидату консервативной партии Бернарду Троттье.

## Итоги выборов
|       | Кандидат            | Партия                                           | Число голосов | % голосов |
| ----- | ------------------- | ------------------------------------------------ | ------------- | --------- |
|       | (x) Бернард Троттье | Консервативная партия                            | 21 997        | 40,35 %   |
|       | Майкл Игнатьев      | Либеральная партия                               | 19 128        | 35,08 %   |
|       | Майкл Эриксон       | Новая демократическая партия                     | 11 046        | 20,26 %   |
|       | Дэвид Корейл        | Зеленые                                          | 2 159         | 3,96 %    |
|       | Джанис Маррей       | Коммунистическая (маркстистско-ленинская) партия | 190           | 0,35 %    |
| Итого | Итого               | Итого                                            | 54 763        | 100 %     |